# Баба-Заде, Баба Курбан Кули оглы
Баба́ Курба́н Кули́ оглы́ Баба́-Заде́ (азерб. Baba Qurbanqulu oğlu Babazadə; 25 апреля 1911, Баку — 18 августа 1962, Баку) — азербайджанский советский геолог нефти и газа, главный геолог треста «Азизбековнефть» Азнефтекомбината.

## Биография
Родился в 25 апреля 1911 года в Баку. Азербайджанец по национальности. В 1929 году окончил Индустриальный техникум имени Н. Нариманова, в 1934 году — геолого-разведочный факультет АзИИ имени М. Азизбекова. Член ВКП(б) с 1939 года.
Трудился главным геологом треста Азизбековнефть, заместителем главного геолога объединения Азнефть, главным геологом объединения Азнефтеразведка, начальником объединения Азнефтеразведка.
В предвоенные и военные годы под руководством Баба-Заде в Азербайджане открыт ряд нефтяных и газовых месторождений — Кала (1936), Бузовны (1940 год), Маштаги (1944), а также залежи нефти в калинской свите. Совершенствовал теорию формирования залежей нефти и газа, их классификацию и методику поисков, разведки и разработки. В том, что нефтяники Азербайджана за 1941—1945 годы добыли 75 млн т нефти, намного перекрыв все плановые задания, есть большая заслуга геолога Баба-Заде Баба Курбан Кули оглы.
С 1953 года и до последних дней жизни — главный геолог объединения «Азнефть». С его именем неразрывно связаны такие важные вехи в истории нефтяного Азербайджана, как открытие и освоение Зыринского, Кюрсангинского, Амирханлы-Заглинского, Карадагского, Кюровдагского, Мишовдагского, Калмаского, Северо-восточного крыла Нефтяных камней, Грязевой Сопки, Песчаного, Южной и других месторождений, сыгравших решающую роль в обеспечении дальнейшего роста добычи нефти в Бакинском нефтяном районе, в создании новых нефтедобывающих баз на море и на суше.
Им созданы классификация и методика поиска, разведки и разработки залежей нефти и газа. Его труды содержат важные заключения о закономерностях распределения залежей нефти и газа в породах различного литологического состава и возраста, которые являются теоретической базой для правильного направления геологоразведочных работ и рациональной разработки нефтяных и газовых залежей в нефтяных районах страны.
Неоднократно избирался депутатом Бакинского городского Совета, депутатом Верховного Совета Азербайджанской ССР (1951—1962).
Член редколлегии журнала «Геология нефти и газа». Член-корреспондент АН Азербайджанской ССР (1959). Доктор геолого-минералогических наук (1962).
За два месяца до смерти защитил докторскую диссертацию.
Скончался 18 августа 1962 года. Похоронен в Баку на Аллее почётного захоронения.

## Награды и премии
- Герой Социалистического Труда (1944)Указом Президиума Верховного Совета СССР от 24 января 1944 года «за выдающиеся заслуги в деле увеличения добычи нефти, выработки нефтепродуктов, разведки новых месторождений и бурения нефтяных скважин» Баба-Заде Баба Курбану Кули оглы присвоено звание Героя Социалистического Труда с вручением ордена Ленина (№ 18224) и золотой медали «Серп и Молот» (№ 193)[2].
- Орден Ленина (1944)
- Орден Трудового Красного Знамени (6.2.1942)
- Сталинская премия первой степени (1947) — за открытие Бузовны-Маштагинского нефтяного месторождения, имеющего большое народно-хозяйственное значение

## Память
Именем Баба-Заде названа геологическая структура в Каспийском море.